# 谢米卢基农村居民点
谢米卢基农村居民点（俄语：Семилукское сельское поселение）是俄罗斯联邦沃罗涅日州谢米卢基区所属的一个农村居民点。其下辖有2个居民点，行政中心为谢米卢基。据2016年统计，该农村居民点的人口为4605人。